# Łzy
Łzy (en español: Lágrimas) es una banda de pop/rock fundada en 1996 originaria de Pszów, Polonia. Los miembros de la banda son provenientes de los distritos de Racibórz y Wodzisław en el voivodato de Silesia. 
Esta banda existe de manera no oficial desde 1992 y en ese tiempo publicaron un demo en formato casete titulado Przeciw Przemocy (Contra la violencia). Su primer álbum fue publicado en 1998 con el título de Słońce (El sol). Algunos de los sencillos más exitosos de Łzy incluyen: Oczy szeroko zamknięte, Agnieszka, Narcyz, Gdybyś był y Aniele mój. 
Łzy ha actuado en unos 300 conciertos y ha recibido varios premios por sus logros. Este es uno de los grupos más populares en Polonia.

## Formación
- Anna Wyszkoni - Voz
- Adam Konkol - Guitarra
- Rafał Trzasklik - Guitarra
- Dawid Krzykała - Batería
- Adrian Wieczorek- Teclados
- Sławomir Mocarski - Teclados (desde 1996 hasta 1998)
- Arek Dzierżawa - Bajo

## Discografía

### Álbumes
- Słońce (1998)
- W związku z samotnością (2001)
- Jesteś Jaki Jesteś (2002)
- Nie czekaj na jutro (2003)
- Historie, których nie było (2005)
- The Best Of 1996-2006 (2005)
- Bez słów... (2011)
- Zbieg okoliczności (2014)
- Łzy 20 (2016)
- Miłość w czasach samotności (2021)
- Ok, Ok (2023)

### Sencillos
| 1999 | Aniele mój                    | Słońce                     | - |
| 2000 | Modlitwa                      | W związku z samotnością    | - |
| 2000 | Narcyz się nazywam            | W związku z samotnością    | 1 |
| 2001 | Niebieska sukienka            | W związku z samotnością    | 2 |
| 2001 | Agnieszka już dawno           | W związku z samotnością    | 1 |
| 2001 | Opowiem wam jej historię      | W związku z samotnością    | 2 |
| 2002 | Jestem Jaka Jestem            | Jesteś Jaki Jesteś         | 2 |
| 2002 | Ja nie lubię nikogo           | Jesteś Jaki Jesteś         | 5 |
| 2002 | Anastazja jestem              | Jesteś Jaki Jesteś         | 9 |
| 2002 | Jestem Dilerem                | Jesteś Jaki Jesteś         | - |
| 2003 | Oczy szeroko zamknięte        | Nie czekaj na jutro        | 1 |
| 2003 | Anka, ot tak                  | Nie czekaj na jutro        | 1 |
| 2004 | Julia, tak na imię mam        | Nie czekaj na jutro        | 3 |
| 2004 | Trochę wspomnień, tamtych dni | Nie czekaj na jutro        | 2 |
| 2005 | Pierwsza łza                  | Historie, których nie było | 3 |
| 2005 | Przepraszam cię               | Historie, których nie było | 2 |
| 2005 | Wróciłam/Ciszej, ciemniej     | Historie, których nie było | - |
| 2006 | Gdybyś był                    | The Best Of 1996-2006      | 4 |
| 2006 | Całą sobą/Imagine             |                            | - |
| 2008 | Puste słowa                   | The Best Of 1996-2006      | 4 |